# Léon Barotte
Léon Barotte, né à Rosières-aux-Salines le 4 octobre 1866 et mort à Nancy le 7 novembre 1933, est un peintre français.

## Biographie
Élève de Henri Zuber, Albert Larteau et Edmond Petitjean, il commence sa carrière comme décorateur puis, sur les conseils d'Eugène Corbin se consacre à la peinture. Il expose aux Salons de Nancy et de Remiremont jusqu’en 1913 et, à partir de 1912, au Salon des artistes français dont il devient sociétaire. Il présente aussi des paysages au Salon des indépendants entre 1926 et 1930.
En 1936 une rétrospective de ses œuvres a lieu à la galerie Thiébault de Nancy.
Une place de Rosières-aux-Salines a été nommée en son honneur.